# Русское общество международного права
Русское общество международного права было создано 23 мая 1880 года, в этот день был утверждён императором Александром II устав.
Цель создания общества была указана в § 1 Устава:
1. Содействовать развитию международного права
2. Содействовать распространению правильных воззрений на международные отношения
3. Покровительствовать всем попыткам кодификации принципов международного права
4. Содействовать установлению и укреплению дружелюбных международных отношений и миролюбивых воззрений

Толчком для образования подобного общества послужило празднование 31 мая 1880 года 100-летнего юбилея вооружённого нейтралитета, установленного при Екатерине II.
Инициаторами его создания стали барон А. Г. Жомини, старший советник министерства иностранных дел, и профессор международного права Ф. Ф. Мартенс; они составили Устав общества, а принц Ольденбургский стал его председателем.
31 мая 1880 года во дворце Ольденбургского состоялось торжественное открытие «Русского общества международного права».
В своей речи на открытии, принц Ольденбургский, как бы обобщая опыт своей юридической работы, опыт жизненный и общественный, в нескольких глубоких по смыслу, мудрых словах выразил тот критерий общественной и международной жизни: «Где нет уважения к праву, там нет и мира».